# 桝井茂夫
桝井 茂夫（ますい しげお、1872年〈明治5年〉11月16日 - 没年不明）は、日本の篤農家、政治家。大阪府中河内郡矢田村長。矢田村農業会長（初代）。

## 経歴
1901年に収入役、1906年に村長に就任し1911年に辞したが、1920年に再選され、1929年までその任にあった。その間村農会長、青年団長、常設委員、寺総代、国勢調査委員等を歴任した。また村会議員、学務委員、耕地整理組合長、農事実行組合長等をつとめた。

## 家族
桝井家
桝井家は代々農業を営む。
- 父・茂次郎 - 人民総代、村会議員、学務委員等を歴任[1]。
- 妻[1]
- 子[1]